# Гнилки (Островский район)
Гнилки — деревня Бережанской волости Островского района Псковской области России. Вымирающая деревня, постоянное население на конец 2000 года составляло 5 человек, на июль 2011 года — 1 человек. Летом, благодаря приезду дачников, население увеличивается до 15-20 человек, обитаемых домов в настоящее время 7. Расположена в 15 км южнее города Остров по Киевскому шоссе, на левом берегу малосудоходной реки Великой, высота над уровнем моря 65 м.
Имеется действующее кладбище, где хоронят жителей ближайших окрестностей, и города Остров. Сообщение с внешним миром — грейдерная дорога до деревни Никулино (2 км), далее — асфальтированная до Черепягино (2 км), из Черепягино — выход на трассу.
Упоминания о Гнилках встречаются в литературе с XVI века. Ранее была крупным поселением. Имелась церковь (разрушена огнём советской артиллерии в ВОВ), школа, кузница.